# Gerhard von Enckevort
Gerhard Emil von Enckevort (* 15. August 1868 in Gartz a. d. Plöne; † 16. Dezember 1945 im Speziallager Sachsenhausen) war ein deutscher Generalmajor. 

## Leben

### Herkunft
Gerhard entstammt dem Adelsgeschlecht Enckevort. Er war ein Sohn des Herrn auf Gartz Emil von Enckevort (1824–1880) und dessen Ehefrau Johanna, geborene Balcke (1838–1936).

### Karriere
Nach dem Besuch des Kadettenkorps trat Enckevort am 22. März 1888 als charakterisierter Portepeefähnrich in das 1. Pommersche Ulanen-Regiment Nr. 4 der Preußischen Armee in Thorn ein. Er avancierte bis Ende September 1889 zum Sekondeleutnant und stieg nach der Beförderung zum Premierleutnant zum Regimentsadjutanten auf. Von Ende März 1901 bis Ende Juli 1904 folgte seine Kommandierung als Adjutant der 10. Kavallerie-Brigade in Posen. In dieser Stellung wurde Enckevort im April 1903 zum Rittmeister befördert und trat dann mit der Ernennung zum Eskadronchef im Dragoner-Regiment „von Arnim“ (2. Brandenburgisches) Nr. 12 in den Truppendienst zurück. Daran schloss sich am 19. November 1909 eine Verwendung als Adjutant des Generalkommandos II. Armee-Korps in Stettin sowie Ende April 1911 seine Beförderung zum Major an. Am 13. Juni 1912 folgte seine Versetzung nach Ohlau in den Stab des Husaren-Regiments „von Schill“ (1. Schlesisches) Nr. 4
Bei der Mobilmachung anlässlich des Ersten Weltkriegs wurde Enckevort Kommandeur des Landwehr-Kavallerie-Regiments Nr. 2, das sich im Verbund mit dem Landwehrkorps an den Kämpfen an der Ostfront beteiligte. Am 15. Oktober 1915 trat er als Kommandeur zum Husaren-Regiment „von Schill“ (1. Schlesisches) Nr. 4 und war im weiteren Kriegsverlauf 1917 Kommandeur des Landwehr-Infanterie-Regiments Nr. 60 sowie im Jahr darauf des Infanterie-Regiments z.b.V. Nr. 2. Bis Ende September 1918 stieg Enckevort zum Oberst auf.
Nach Kriegsende war er 1919 zunächst als Kommandeur des nach ihm benannten Freiwilligen-Kavallerie-Regiments „von Enckevort“ im Grenzschutz tätig. Zum 1. Oktober 1919 wurde er als Kommandeur des Reiter-Regiments 5 in die Vorläufige Reichswehr übernommen. Am 1. Mai 1920 wurde Enckevort Kommandeur des Reiter-Regiments 3 der Reichswehr, bevor man ihn am 30. Juni 1922 unter Verleihung des Charakters als Generalmajor aus dem Dienst verabschiedete.
Enckevort widmete sich der Arbeit des Reichskriegerbundes „Kyffhäuser“. Hier wurde er Zweiter Stellvertreter des Bundesführers und Mitglied des Präsidiums. 1938 ging aus diesem Bund der NS-Reichskriegerbund hervor, der 1943 von Adolf Hitler aufgelöst wurde.
Bereits vor 1940 war der Generalmajor mit Wohnsitz in Berlin 2. Stellvertreter des Adelsmarschalls und Mitglied im Hauptvorstand der gleichgeschalteten Deutschen Adelsgenossenschaft.
Mit Ausbruch des Zweiten Weltkriegs wurde Enckevort am 1. September 1939 zur Verfügung des Heeres gestellt und zunächst als Kommandant des Kriegsgefangenenlagers Stalag III. B in Fürstenberg (Oder) verwendet, welches das zweite Stammlager im Wehrkreis III (Berlin) war. In der gleichen Funktion war er ab dem 8. August 1940 beim Stalag III. D und wurde am 1. August 1941 zum Generalmajor z.V. befördert. Anschließend wurde er am 25. April 1942 zunächst in die Führerreserve versetzt, seine Mobilmachungsbestimmung am 31. August 1942 und seine z.V.-Stellung am 30. April 1943 aufgehoben.
Unmittelbar am Ende des Krieges wurde er von der sowjetischen Besatzungsmacht verhaftet. Er starb im Dezember 1945 im sowjetischen Speziallager Sachsenhausen.

### Familie
Gerhard von Enckevort war ab Mitte April 1901 mit Gertrud Luise (* 1879), Tochter von Wilhelm von Amann, verheiratet. Die Ehe blieb kinderlos.
Ein Teil seines schriftlichen Nachlasses wird heute im Bundesarchiv-Militärarchiv in Freiburg im Breisgau verwaltet.